# Franciszek Gaik
Franciszek Janusz Gaik (ur. 1 września 1946 w Bochni) – polski ekonomista, polityk, menedżer, w 1989 minister-kierownik Centralnego Urzędu Planowania.

## Życiorys
W 1970 ukończył studia na Wydziale Produkcji i Obrotu Towarowego Wyższej Szkoły Ekonomicznej w Krakowie, a w 1971 został jej pracownikiem naukowym. W 1982 obronił doktorat.
W okresie od 31 stycznia do 1 sierpnia 1989 wchodził w skład rządu Mieczysława Rakowskiego jako minister-kierownik Centralnego Urzędu Planowania, a następnie od 14 listopada 1989 do 23 lipca 1991 był podsekretarzem stanu w resorcie przemysłu. Do 1993 wiceprezes zarządu Prosper Banku S.A. w Warszawie.
Od 1966 należał do Polskiej Zjednoczonej Partii Robotniczej. Członek egzekutywy partyjnej przy Wydziale Ekonomiki Obrotu Towarowego Wyższej Szkoły Ekonomicznej.
Po zakończeniu kariery politycznej był związany z polskim przemysłem motoryzacyjnym, m.in. kierował działalnością przedsiębiorstw „Zasada S.A.” oraz „Polskie Autobusy”. 14 września 2012 został prezesem Autosan S.A.

## Odznaczenia
- Krzyż Oficerski Orderu Odrodzenia Polski (2004)[5] za wybitne zasługi na rzecz rozwoju transportu samochodowego.
- Odznaka „Zasłużony dla Sanoka” (1983)[6]